# دولنی ستودنکی
دولنی ستودنکی (به چکی: Dolní Studénky) یک منطقهٔ مسکونی در جمهوری چک است که در ناحیه شومپرک واقع شده‌است. دولنی ستودنکی ۸٫۵۱ کیلومتر مربع مساحت و ۱٬۲۹۵ نفر جمعیت دارد و ۳۰۰ متر بالاتر از سطح دریا واقع شده‌است.